# Marie Anne de Bourbon

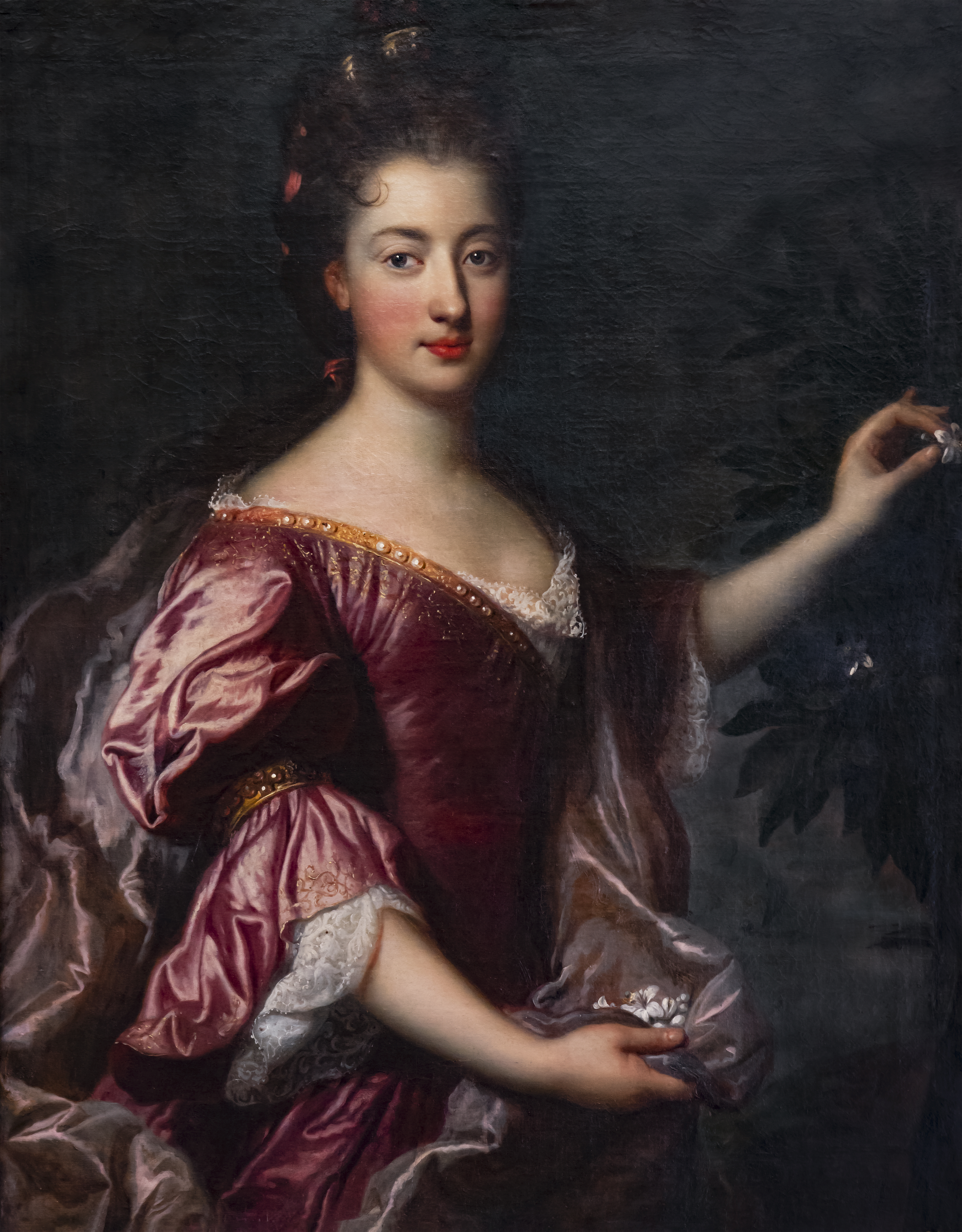
Porträt Marie Annes de Bourbon von François de Troy, um 1690

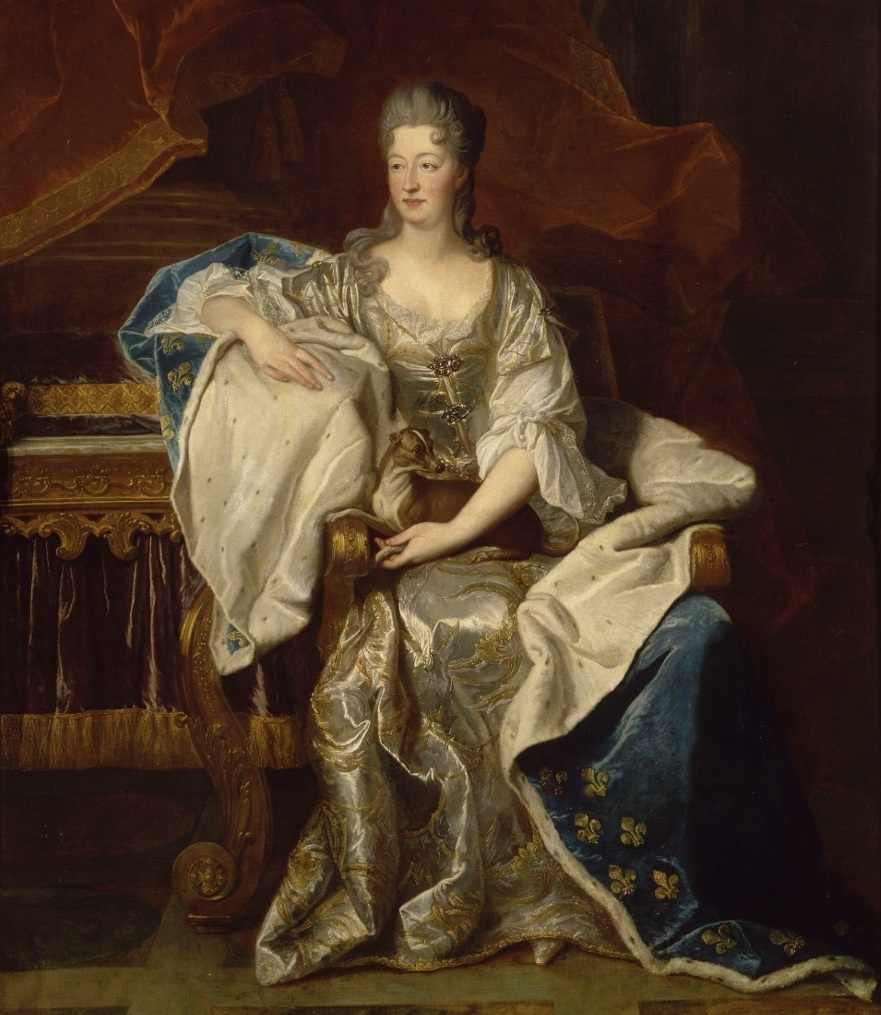
Porträt Marie Annes als princesse douairière de Conti von Hyacinthe Rigaud, 1706

Marie Anne de Bourbon (* 2. Oktober 1666 im Schloss Vincennes; † 3. Mai 1739 in Paris), auch erste Mademoiselle de Blois genannt, war die einzige uneheliche Tochter Ludwigs XIV. und seiner Mätresse Louise de La Vallière. Durch Heirat mit Louis Armand I. de Bourbon, prince de Conti wurde sie 1680 Fürstin von Conti.

## Leben
Wie alle Kinder Louises de La Vallière wurde Marie Anne ihrer Mutter nach der Geburt weggenommen und der Ehefrau Jean-Baptiste Colberts, Marie Charon de Ménars, anvertraut. Sie sorgte für die Erziehung des Mädchens, das nicht nur als die schönste Tochter Ludwigs XIV., sondern auch als dessen Lieblingstochter gilt. Sie wurde von ihrem Vater durch eine Urkunde aus dem März des Jahres 1667 offiziell anerkannt und in das Königshaus aufgenommen.
Im Alter von 13 Jahren heiratete Marie Anne am 16. Januar 1680 in der Kapelle Saint-Louis des Schlosses Saint-Germain-en-Laye den 19-jährigen Louis Armand I. de Bourbon, prince de Conti, womit sie das erste illegitime Königskind war, das mit einem Prinzen von Geblüt verheiratet wurde. Der Große Condé (französisch: le grand Condé) selbst hatte für seinen Neffen bei Louise de La Vallière um die Hand ihrer Tochter angehalten. Anlässlich der Vermählung, die mit größtem Pomp begangen wurde, gewährte der König seiner Tochter die ungewöhnlich hohe Mitgift von einer Million Livres tournois, denn zuvor hatten Wilhelm III., der Fürst von Oranien, und Viktor Amadeus II., Herzog von Savoyen, eine Heirat mit Marie Anne dankend abgelehnt.
Nach einer angeblich katastrophenreichen Hochzeitsnacht blieb das Paar kinderlos. Die frischgebackene Fürstin von Conti erklärte ihrem Mann, sie sei von ihm maßlos enttäuscht, und schenkte ihre Gunst fortan seinem jüngeren Bruder François Louis de Bourbon, prince de Conti. Als Marie Annes jüngerer Bruder Louis 1683 starb, erbte seine Schwester sein gesamtes Vermögen, darunter Ländereien, 200.000 Écu und das später Hôtel de Conti genannte Stadtpalais in Versailles. 1685 erkrankte Marie Anne an den Pocken. Sie überlebte die Erkrankung, doch ihr Ehemann erlag ihr wenig später am 9. November 1685. Nach nur fünf Ehejahren im Alter von 19 zur Witwe geworden, verheiratete sich Marie Anne nicht wieder und wurde fortan princesse douairière de Conti genannt. Mit Mitte 20 war sie das perfekte Ebenbild ihrer Mutter Louise (1644–1710) und frönte zahlreichen Affären mit jungen Offizieren.
Im Jahr 1713 erwarb Marie Anne das Hôtel de Lorge in Paris und siedelte, nach dem Tod ihres Vaters, von Versailles dorthin über. 1716 fügte sie das Schloss Choisy ihrem Besitz hinzu, ehe sie 1718 noch das Schloss Champs-sur-Marne erwarb, um es ihrem Cousin, Charles François de La Baume Le Blanc, marquis de La Vallière, zu schenken.
Marie Anne vertrug sich zeit ihres Lebens nur mäßig gut mit ihren jüngeren Halbschwestern Louise Françoise und Françoise Marie aus der Beziehung des Königs mit Madame de Montespan, da alle Töchter eifersüchtig auf ihre Beziehung zu Ludwig XIV. achteten. Sie starb 1739 im Alter von 72 Jahren an einem Hirntumor und wurde in der Pariser Kirche St-Roch beigesetzt.
Marie Anne war offenbar eine große Musikliebhaberin und muss vor allem sehr gut Cembalo gespielt haben. Sie hatte nachweislich Kontakte zu den bedeutendsten französischen Clavecinisten: Jean-Henri d’Anglebert widmete ihr 1689 seine Pièces de clavecin und später nahm sie weiterhin Unterricht bei François Couperin.